# کانت ونگیرسکیه
کانت ونگیرسکیه (به لهستانی:  Kąty Węgierskie) یک روستا در لهستان است که در گمینا نگپورنت واقع شده‌است.
 کانت ونگیرسکیه  ۴۶۱ نفر جمعیت دارد.